# Astro de Plata Jr.
Astro de Plata Jr., född 3 juni 2005 i Toluca i delstaten Mexiko, är en mexikansk luchador (fribrottare). 
Som många andra mexikanska fribrottare uppträder Astro de Plata Jr. med en fribrottningsmask enligt traditionerna inom lucha libre. Hans riktiga namn och identitet är således inte kända av allmänheten.

## Bakgrund
Astro de Plata Jr. är yngre kusin till Astro de Plata, en framgångsrik fribrottare under tidigt 2010-tal som fick avsluta karriären 2013 efter en allvarlig nackskada. Namnet har han tagit för att hedra sin äldre kusin, med dennes tillåtelse. Astro de Plata Jr. har tränat sedan 2018.

## Karriär
Det är okänt huruvida Astro de Plata Jr. har brottats under andra identiteter innan han antog sitt nuvarande namn. 
Under namnet Astro de Plata Jr. har han åtminstone sedan december 2020 brottats i flera av Mexikos större oberoende förbund, bland annat i Arena San Juan Pantitlán. År 2021 debuterade han i Grupo Internacional Revolución (IWRG), ett av Mexikos största fribrottningsförbund.
I maj 2021 var han en av finalisterna i Super Juvy Cup, en turnering anordnad av Juventud Guerrera, känd från World Wrestling Entertainment och World Championship Wrestling under 1990- och 2000-talet.